# 奥迪斯·艾利森
小奥迪斯·艾利森（英語：Odis Allison Jr.，1949年10月2日—），美国NBA联盟前职业篮球运动员。他在1971年的NBA选秀中第5轮第8顺位被金州勇士选中。